# Русениха (Воскресенский район)
Ру́сениха — деревня в составе Капустихинского сельсовета Воскресенского района Нижегородской области. Располагается на правом берегу реки Ветлуги.
По данным на 1999 год, численность населения составляла 236 чел.

## География
Располагается на правом берегу реки Ветлуги. Находится в 13 км от рабочего посёлка Воскресенское и в 154 км от Нижнего Новгорода. Высота центра посёлка над уровнем моря — 104 м.

## Название
Название происходит от мужского марийского имени Русен (в основе которого лежит корень со значением русский).

## История
Согласно преданиям, деревня была построена на марийских землях русскими, скрывавшимися от татар.

## Население
| 1999 | 2002 | 2010 |
| ---- | ---- | ---- |
| 236  | ↘203 | ↘168 |

## Достопримечательности
В деревне рядом с Русенихинским городищем ананьинской культуры, открытым в 1925 году О.Н.Бадером в составе археологической экспедиции Московского университета, и марийским могильником располагается в деревянном доме «Музей эпох».